# Foolish (песня Shawty Lo)
«Foolish» — третий сингл Shawty Lo с его дебютного альбома Units in the City. Песня была официально выпущена на iTunes 17 июня 2008 года.

## Музыкальное видео
Музыкальное видео Shawty Lo было снято ещё во время выпуска его предыдущего сингла «Dunn Dunn». Этот ремикс является продолжением. В MTV-версии клипа Shawty Lo спел: «Крест ваш T.I., вам нужен я». Это фактически, прямая угроза атлантскому рэперу Т.I., с которым у Shawty Lo есть разногласия.

## Ремиксы
Официальный ремикс на песню был записан при участии DJ Khaled, Birdman, Рик Росс и Джим Джонс. В ремиксе Birdman использует автотюн голоса для записи своего вокала. В ремиксе Рик Росс упоминает свой альбом Trilla, ставший номером один и превысивший по популярности альбом Snoop Dogg Ego Trippin’. Этот ремикс стал эксклюзивным бонус-треком к альбому DJ Khaled We Global.

### Фристайлы
Chamillionaire записал два фристайла на песню, которая попала в его микстейп Mixtape Messiah 4.

## Чарты
| Чарт (2008)                                   | Пик позиция |
| --------------------------------------------- | ----------- |
| U.S. Billboard Bubbling Under Hot 100 Singles | 2           |
| U.S. Billboard Hot R&B/Hip-Hop Songs          | 29          |
| U.S. Billboard Hot Rap Tracks                 | 13          |